# Frank Abagnale jr.

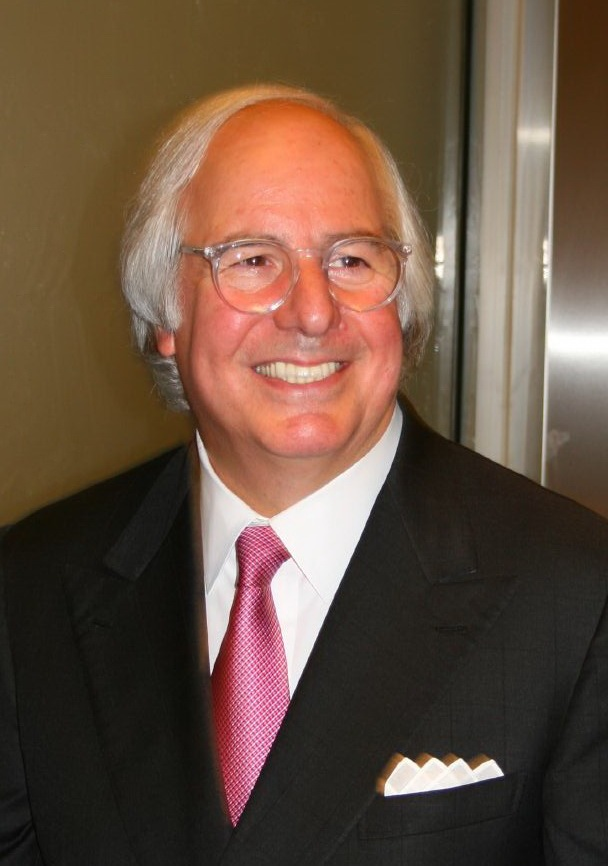
Frank Abagnale in 2007

Frank William Abagnale jr. (Westchester County, New York, 27 april 1948) is een Amerikaans voormalig oplichter die in de jaren zestig vijf jaar lang actief zou zijn geweest. Abagnale is de baas van Abagnale & Associates, een fraude-adviesbureau.
Het hier gepresenteerde relaas over Abagnales criminele verleden is vooral gebaseerd op diens eigen verklaringen. De meeste worden echter reeds lang in twijfel getrokken. Zo stelt journalist Alan C. Logan in zijn boek The Greatest Hoax on Earth uit 2020 dat het merendeel van Abagnales beweringen in het beste geval sterk overdreven is en in het slechtste geval volledig verzonnen.

## Jeugd
Abagnale groeide op in Westchester County, als derde in een gezin van vier kinderen. Hij ging in zijn jeugd naar een katholieke school die door een Iers kerkgenootschap werd geleid. Franks ouders, de Frans-Algerijnse  Paulette Anton en de Amerikaan Frank Abagnale sr., scheidden toen Abagnale 16 jaar oud was – een ervaring die zo traumatisch was, dat hij van huis wegliep en een leven vol criminele delicten begon.

## Bankfraude
Abagnale begon zijn criminele loopbaan met het uitschrijven van ongedekte cheques, cheques waarvoor te weinig tegoed aanwezig is bij de bank. Dit werkte echter maar korte tijd omdat de bank al snel geld wilde zien. Abagnale opende hierom meerdere rekeningen bij verschillende banken, en nam daarvoor verschillende identiteiten aan. Na een tijd begon hij te merken dat het makkelijker was om valse cheques te drukken, om ze vervolgens bij de bank te innen. In totaal fraudeerde Abagnale op deze manier voor ongeveer 2,5 miljoen dollar.

## Gratis vliegen: een carrière als piloot
Om ontdekking te voorkomen, bood Abagnale zijn cheques aan in meer dan 25 landen, waar hij zich kosteloos naartoe liet vliegen door zich voor te doen als de fictieve Pan Am-piloot "Frank Williams". Luchtvaartmaatschappijen laten piloten namelijk gratis meevliegen wanneer ze voor hun werk snel op een andere plaats moeten zijn. Destijds was dit ook het geval voor piloten van andere maatschappijen. Abagnale wist een Pan Am-uniform te bemachtigen. Vervolgens deed hij zich bij een afdeling van 3M voor als inkoper van een luchtvaartmaatschappij en kreeg zo een identiteitsbewijs van Pan Am in handen, waaraan echter het Pan Am-logo ontbrak. Het logo kwam van een modelvliegtuigje dat hij in een hobbywinkel kocht. Vervolgens maakte hij een FAA-licentie na.

## Kinderarts
Later deed Abagnale zich voor als kinderarts. Door een bekende te worden van een echte dokter wist hij een positie te krijgen in een kinderziekenhuis. Omdat deze rol leidinggevend was, hoefde hij zelf geen patiënten op de Spoedeisende Hulp te behandelen, maar zag hij toe op de daarin gespecialiseerde dokters. Toch werd hij bijna ontslagen toen hij niet correct wist te handelen na een noodoproep over een 'blauwe baby' en de baby bijna liet stikken; hij begreep niet wat de ernst van de situatie was en dat de baby blauw was geworden door een flink gebrek aan zuurstof. Abagnale wist zich daarna te redden door anderen het werk voor hem te laten doen. Na elf maanden in het ziekenhuis te hebben gewerkt, werd een ander voor de functie gevonden en vertrok Abagnale weer.

## Advocaat
Na opgestapt te zijn bij het ziekenhuis, begon Abagnale op 19-jarige leeftijd een carrière als 'advocaat'. Met een nagemaakt Harvard-certificaat werd hem door een advocaat, waaraan hij door een stewardess voorgesteld was, de kans gegeven om bij zijn advocatenbureau te komen werken. Om dit te doen, moest hij een toelatingsexamen afleggen. Hoewel hij er twee keer voor zakte, lukte het hem de derde keer toch om op legitieme wijze voor het examen te slagen. Hij verklaart dit zelf als volgt: "Je mocht het examen net zo vaak afleggen als nodig was. Het was gewoon een kwestie van foute antwoorden elimineren."

## Veroordeling en verdere carrière
Abagnale werd uiteindelijk aangehouden in Frankrijk. Na in Frankrijk en Zweden gevangenisstraffen te hebben uitgezeten, werd hij uitgeleverd aan de Verenigde Staten. Daar werd hij tot twaalf jaar gevangenisstraf veroordeeld.
Nadat hij hiervan vier jaar had uitgezeten, liet de Amerikaanse overheid Abagnale vrij onder voorwaarde dat hij de federale overheid zou helpen bij het bestrijden van fraude. Na zijn vrijlating had Abagnale verschillende baantjes, maar in de meeste gevallen werd hij ontslagen, omdat zijn criminele verleden werd ontdekt. Ontevreden over zijn situatie stapte Abagnale op een dag naar een willekeurige bank en deed daar een voorstel. Hij legde uit wie hij was en wat hij gedaan had. Hij stelde voor om het bankpersoneel voorlichting te geven over allerhande bankfraude.
Datzelfde jaar deed Abagnale de bank het voorstel dat, als zijn voorlichting niet waardevol was, deze hem niets verschuldigd was; vond men het echter wél waardevol, dan zou hij 50 dollar krijgen en werd zijn naam doorgegeven aan andere banken. Dit werd een groot succes.
Later richtte hij Abagnale & Associates op, dat zich bezighoudt met advies ter fraudebestrijding en voorlichting hierover geeft. Het succes van zijn bedrijf leverde hem genoeg geld op om zijn schulden uit zijn verleden ongedaan te maken en multimiljonair te worden.

## Film
In 2002 werd Abagnales levensverhaal verfilmd door regisseur Steven Spielberg onder de titel Catch Me If You Can. Zijn rol wordt gespeeld door Leonardo DiCaprio. De rol van zijn vader (Frank Abagnale sr.) wordt gespeeld door Christopher Walken en die van zijn moeder (Paula Abagnale) door Nathalie Baye. Een van de FBI-agenten die achter hem aan zitten in de film is de fictieve agent Carl Hanratty, een rol van Tom Hanks. Zelf heeft Abagnale in de film een klein rolletje als politieagent.

## Musical
In april 2011 werd over Abagnale een Broadway-musical gemaakt. Deze werd genomineerd voor vier Tony Awards.